# Nationalpark Tsaratanana
Der Nationalpark Tsaratanana ist ein integriertes Naturschutzgebiet der höchsten Stufe I der  IUCN-Klassifizierung im Norden von Madagaskar.
Er ist nicht für Besucher geöffnet.

## Geografie
Der Nationalpark umfasst das vulkanische Massiv des höchsten Berges Madagaskars, des Maromokotro mit 2876 m.
Er liegt 57 km nördlich der Ortschaft Bealanana in der Region Diana, nahe der Grenze zur benachbarten Region Sofia. Die nächste größere Stadt ist Antsiranana (Diego Suarez).

## Fauna und Flora
Das Schutzgebiet beheimatet 20 Säugetierarten, die Hälfte davon Lemuren, sowie 94 Vogelarten. Sein Maskottchen sind die Malegasseneule und der Geckoweih.
Seine Vegetation besteht aus feucht-dichtem Tropenwald.